# زائفة
الزائفة جنس من البروتيوبكتيريا غاما، التي تنتمي إلى رتبة الزوافات الكبيرة.
أدى التحليل التسلسلي لـ16S rRNA في الآونة الأخيرة إلى إعادة تعريف التصنيف للأنواع بكتيرية كثيرة. نتيجة لذلك فجنس الزائفة يشمل سلالات كانت مصنفة في جنس Chryseomonas وFlavimonas. سلالات أخرى كانت مصنفة في السابق في جنس زائفة صنفت الآن في جنس بيركولديريا ورالستونيا.

## التاريخ
الاسم الإغريقي، بسودوموناس، يعني حرفيا 'وحدة زائفة'، مستمدة من الإغريقية (ψευδο 'كاذبة') وموناس (μονάς / μονάδα 'وحدة واحدة'). مصطلح «الكائن الدقيق الاحادي الخلية» كانت تستخدم في وقت مبكر من تاريخ علم الأحياء المجهرية للدلالة على وحيدة الخلية الحية.
اكتُشفت الزائفة بسبب وقوعها على نطاق واسع في مجال المياه والبذور النباتية مثل ثنائيات الفلقة لوحظت في وقت مبكر في تاريخ علم الأحياء المجهرية. وزائفة اسم عام غامض الي حد ما وجد لهذه الكائنات في عام 1894 على أنها بكتيريا سلبية الغرام، عصوية الشكل وقضبية السوط. بعد ذلك بوقت قصير، السودوماد كانت معزولة عن منافذ طبيعية كثيرة وعددا كبيرا من أسماء الأنواع أصلا المخصصة للجنس.المنهجية الجديدة، وإدراج النهج القائم على الدراسات الجزيئية صنفت العديد من السلالات.
الزائفة ايريوجنوزا تصنف كأحد عوامل العدوى الانتهازية المرتبطة بالمجال الطبي. دراسات عدة ومختلفة وبائية تشير إلى أن المقاومة للمضادات الحيوية هو زيادة في العزلات الطبية 
في عام 2000، تم تحديد التسلسل الجيني الكامل لبعض أنواع الزائفة.
مقال نشر في مجلة Science في عام 2008 أظهرت أن زائفة قد يكون الأكثر شيوعا كنواة لبلورات الثلج في السحب، وبالتالي يكون من الأهمية القصوى لتكوين الثلج والمطر في جميع أنحاء العالم.

## الخصائص
أعضاء هذا الجنس تظهر الخصائص التالية :
- عصوية الشكل
- سلبية الغرام
- لها سوط قطبي واحد أو أكثر يجعلها قادرة على الحركة.
- هوائية
- غير مكونة للبوغ.
- اختبار إيجابي للكاتالاز

### تكوين بيوفيلم
جميع أنواع وسلالات الزائفة هي عصيات سلبية الغرام، وتاريخيا تم تصنيفها على أنها ;كائنات هوائية فقط الاستثناءات لهذا التصنيف قد تم اكتشافها مؤخرا في زائفة الأغشية الحيوية  وهناك عدد كبير يمكن أن تنتج exopolysaccharides التي تعرف طبقات الوحل. إفراز exopolysaccharide يجعل من الصعب على الزائفة أن تحطم عن طريق خلايا الثدييات الدم البيضاء.  إنتاج الوحل يسهم أيضا في المياه السطحية استعمار بيوفيلم التي يصعب إزالتها من إعداد سطوح الطعام. نمو الزائفة على الأطعمة الفاسدة يمكن أن تولد رائحة الفاكهة "".
الزائفة لديها القدرة على تأييض مجموعة متنوعة من المواد الغذائية المتنوعة. إلى جانب القدرة على تكوين الأغشية الحيوية، ومن ثم فهي قادرة على البقاء في مجموعة متنوعة من ألأماكن الغير متوقعة. على سبيل المثال، فقد تم العثور عليها في المناطق التي تعد المستحضرات الصيدلانية. مصدر الكربون البسيط، مثل بقايا الصابون أو بطانة سقف لاصقة هو مكان مناسب للزائفة أن تزدهر. غيرها من أماكن غير متوقعة حيث تم العثور عليها تشمل مطهر مثل مركبات الأمونيوم الرباعية وزجاجات المياه المعدنية.

### مقاومة المضادات الحيوية
كونها جراثيم سلبية الغرام، معظم زائفة. هي مقاومة طبيعية للبنسلين وغالبية بيتا ذات الصلة اكتام المضادات الحيوية، ولكن عددا حساسة لpiperacillin، إيميبينيم، توبراميسين، أو سيبروفلوكساسين. 
هذه القدرة على الازدهار في ظروف قاسية نتيجة لصلابة جدار الخلية التي تحتوي s. porin مقاومتها للمضادات الحيوية يرجع إلى مضخات الهروب المسئولة عن ضخ بعض المضادات الحيوية قبل أن تكون قادرة على التصرف.
الزائفة ايروجينوزا هي الجرثوم شديد الانتهازية. واحدة من الخصائص الأكثر إثارة للقلق من الزائفة ايروجينوزا تتمثل في مدى قابليته للمضادات الحيوية المنخفضة. هذه الحساسية المنخفضة تعزى إلى اتخاذ إجراءات متضافرة من مضخة متعددة للأدوية ليالي مع صبغويا ترميز الجينات المقاومة للمضادات الحيوية (مثل mexAB - oprM، mexXY الخ ، والنفاذية المنخفضة من المغلفات الخلوية الجرثومية. إلى جانب المقاومة الجوهرية، {0 الزائفة ايروجينوزا{/0} تطور المقاومة المكتسبة بسهولة سواء من التحور في شفرة الجينات صبغويا، أو عن طريق نقل الجينات الأفقي للمحددات المقاومة للمضادات الحيوية. تطوير المقاومة لأدوية متعددة من P. الزنجارية يعزل يتطلب عدة مناسبات مختلفة الوراثية التي تشمل الحصول على طفرات مختلفة و/ أو نقل الأفقي للجينات مقاومة المضادات الحيوية s. Hypermutation يفضل اختيار تحور يحركها المقاومة للمضادات الحيوية في سلالات الزائفة ايروجينوزا المنتجة العدوى المزمنة، في حين أن المجموعات المختلفة من الجينات المقاومة للمضادات الحيوية.إنتجرون يحبذ اقتناء متضافرة من العوامل المقاومة للمضادات الحيوية. بعض الدراسات التي أجريت مؤخرا أظهرت أن المقاومة المظهري المرتبطة بتشكيل بيوفيلم أو إلى ظهور مستعمرة صغيرة - المتغيرات قد يكون من المهم في استجابة الزائفة ايروجينوزا للعلاج بالمضادات الحيوية. 

## التصنيف
الدراسات التي أجريت حول هذا التصنيف للجنس معقدة لتلمس طريقها في الظلام بينما وفقا للإجراءات الكلاسيكية التي تطورت لوصف وتحديد هوية الكائن الذي يشارك في علم الجراثيم الصحية خلال العقود الأولى من القرن العشرين. هذا الوضع تغير بشكل كبير مع الاقتراح الرامي إلى إدخال المعيار المركزي لأوجه التشابه في تركيب ومتواليات من الجزيء لعناصر من بالريبوسوم DNA. المنهجية الجديدة أظهرت بوضوح أن زائفة جنس يتعرف تقليديا بانة يتمثل في حقيقة وجود تكتل من الأجناس التي يمكن أن تكون واضحة وتقسيمها إلى خمس مجموعات ما يسمى تناظر rRNA. وعلاوة على ذلك، فإن الدراسات التصنيفية اقترحت نهجا أثبت جدواه في دراسات تصنيفية لجميع الفئات بروكاريوتيك الأخرى. بعد بضعة عقود على اقتراح من زائفة جنس جديد من Migula في عام 1894، وتراكم أسماء الأنواع المخصصة للجنس وصل أبعادا مخيفة. في الوقت الحاضر، عدد من الأنواع في القائمة الحالية أصبحت أكثر من عشرة أضعاف. في الواقع، قد يكون هذا التخفيض يقترب أكثر مأساوية إذا أخذنا بعين الاعتبار أن القائمة الحالية تحتوي على العديد من الأسماء الجديدة، أي عدد قليل نسبيا من الأسماء الواردة في القائمة الأصلية على قيد الحياة في هذه العملية. المنهجية الجديدة، وإدراج النهج القائم على الدراسات من جزيئات أخرى من مكونات المحافظ حمض نووي ريبوزي ريبوسومي، يشكل الوصفة الفعالة التي ساعدت في الحد من تضخم زائفة nomenclatural إلى حجم يمكن التحكم فيها.

## الامراضية

### مسببات الأمراض الحيوانية
وتشمل الأنواع المعدية الزائفة ايروجينوزا، P. oryzihabitans، وP. plecoglossicida. الزائفة ايروجينوزا يزدهر في بيئات المستشفى، ومشكلة خاصة في هذه البيئة حيث أنه هو الثاني الأكثر شيوعا للعدوى في المستشفى (عدوى المستشفيات). هذا المرضية قد يكون في اطار الواجب للبروتينات مفرزة من P. الزنجارية. تمتلك البكتيريا مجموعة واسعة من الأجهزة المفرزة للبروتين وتنتج العديد من المستخرجات التي تعتبر مهمة في الآلية المرضية.

### مسببات الأمراض النباتية
P. syringae هي العوامل المسببة للأمراض النباتية. كما وجدت أكثر من 50 مسبب للمرض مختلف، وكثير منها إثبات وجود درجة عالية من النبات المستضيفه. هناك العديد من الأنواع الأخرى للزائفة التي يمكن أن تكون بمثابة مسببات الأمراض النباتية، وخاصة من جميع الأعضاء الآخرين في P. syringae فرعية، ولكن P. syringae هو الأكثر انتشارا وأفضل درس.
وإن لم يكن مقتصرا على العوامل المسببة للأمراض النباتية، P. tolaasii يمكن أن يكون مشكلة زراعية كبيرة، كما أنها يمكن أن تسبب بقعة بكتيرية لعبش الغراب المزروع. وبالمثل، P. agarici يمكن أن يسبب الخيشومية في زراعة عيش الغراب.

## الاستخدام كعوامل مكافحة بيولوجية
منذ منتصف 1980s، بعض أعضاء جنس الزائفة التي تم تطبيقها على بذور الحبوب أو تطبيقه مباشرة على التربة كوسيلة لمنع نمو الجراثيم. هذه الممارسة هي موصوفة ويشار إلى المكافحة البيولوجية. خصائص المكافحة البيولوجية لسلالة P. fluorescens هي مفهومة جيدا، على الرغم من أنه ليس من الواضح تماما كيفية تحقيق نمو النبات تعزيز خصائص P. fluorescens. النظريات ما يلي : أن هذه البكتيريا قد يدفع المقاومة النظامية في النبات المضيف، بحيث أنه يمكن تحسين مقاومة هجوم من قبل الممرض الصحيح. البكتيريا قد خارج المنافسة الأخرى (الممرضة) ميكروبات التربة، مثلا عن طريق حاملة الحديد إعطاء ميزة تنافسية في عملية البحث عن الحديد ؛ البكتيريا قد تنتج مركبات مضادة لميكروبات التربة الأخرى، مثل phenazine والمضادات الحيوية من نوع سيانيد الهيدروجين. هناك أدلة تجريبية لدعم كل من هذه النظريات، في ظروف معينة ؛ استعراض جيد لهذا الموضوع هو الذي كتبه هاس وDefago 
الأنواع الأخرى للزائفة التي بها خصائص بيولوجية وتشمل P. chlororaphis التي تنتج نوع phenazine المضاد الحيوي الفعالة ضد بعض مسببات الأمراض النباتية الفطرية ، والأنواع ذات الصلة الوثيقة P. aurantiaca التي تنتج دي - 2 ،4 - diacetylfluoroglucylmethan، وهو حليف ومركب مضاد حيوي فعال ضد الجراثيم ايجابية الغرام :

## استخدام عناصر المعالجة البيولوجية
بعض أعضاء جنس زائفة قادرون على تأييض الملوثات الكيميائية في البيئة، ونتيجة لذلك يمكن أن تستخدم للمعالجة البيولوجية. ملحوظة الأنواع أثبتت أنها مناسبة لاستخدامها كعوامل المعالجة البيولوجية وتشمل :
- P. alcaligenes، والتي يمكن أن تحلل المواد الهيدروكربونية العطرية المتعددة الحلقات s.[16]
- P. mendocina، التي هي قادرة على تحليل التولوين. [17]
- P. pseudoalcaligenes قادرا على استخدام السيانيد كمصدر للنتروجين. [18]
- P. resinovorans يمكن أن تحلل carbazole. [19]
- P. veronii وقد تبين أن تحلل مجموعة متنوعة من s. العطرية الي مركب عضوي [20][21] بسيط
- زائفة كريهة لديه القدرة على تحليل المذيبات العضوية مثل التولوين. [22] سلالة واحدة على الأقل من هذه البكتيريا قادرة على تحويل المورفين في محلول مائي قوى ومكلف نوعا ما لتصنيع المخدرات الهيدرومورفون (Dilaudid).
- سلالة كيه سي من P. stutzeri قادرة على تكسير رابع كلوريد الكربون. [23]

## عناصر تلف الغذاء
نتيجة لتنوعها الأيضية، والقدرة على النمو في درجات حرارة منخفضة والطبيعية في كل مكان، يمكن أن تتسبب زائفة في تلف العديد من المواد الغذائية. أبرز الأمثلة على ذلك تلف الألبان بواسطة P. fragi،  عفونة البيض التي تسببها P. taetrolens وP. mudicolens،  وP. lundensis، والذي يسبب تلف كل من الحليب والجبن، واللحوم، والأسماك. 

## الأنواع التي سبق تصنيفها في جنس
في الآونة الأخيرة، تحليل التسلسل ل 16S rRNA لإعادة تعريف التصنيف من قبل العديد من أنواع الجراثيم التي يمكن تصنيفها في جنس الزائفة. الأنواع التي انتقلت من جنس زائفة مدرجة أدناه ؛ النقر على الأنواع ستظهر في التصنيف الجديد. علما أن مصطلح 'Pseudomonad' لا ينطبق بدقة على مجرد جنس الزائفة، ويمكن استخدامه أيضا لتشمل أعضاء سابقة مثل بيركولديريا جنسا ورالستونيا.
proteobacteria α : P. abikonensis، P. aminovorans، P. azotocolligans، P. carboxydohydrogena، P. carboxidovorans، P. compransoris، P. diminuta، P. echinoides، P. extorquens، P. lindneri، P. mesophilica، P. paucimobilis، P. radiora، P. رودس، P. riboflavina، P. الوردية، P. vesicularis.
β proteobacteria: P. acidovorans, P. alliicola, P. antimicrobica, P. avenae, P. butanovorae, P. caryophylli, P. cattleyae, P. cepacia, P. cocovenenans, P. delafieldii, P. facilis, P. flava, P. gladioli, P. glathei, P. glumae, P. graminis, P. huttiensis, P. indigofera, P. lanceolata, P. lemoignei, P. mallei, P. mephitica, P. mixta, P. palleronii, P. phenazinium, P. pickettii, P. plantarii, P. pseudoflava, P. pseudomallei, P. pyrrocinia, P. rubrilineans, P. rubrisubalbicans, P. saccharophila, P. solanacearum, P. spinosa, P. syzygii, P. taeniospiralis, P. terrigena, P. testosteroni.
γ - proteobacteria β : P. beteli، P. boreopolis، P. cissicola، P. geniculata، P. hibiscicola، P. maltophilia، P. pictorum.
γ proteobacteria: P. beijerinckii, P. diminuta, P. doudoroffii, P. elongata, P. flectens, P. halodurans, P. halophila, P. iners, P. marina, P. nautica, P. nigrifaciens, P. pavonacea, P. piscicida, P. stanieri.
proteobacteria δ : P. formicans...

## وصلات خارجية
- الزائفة في الأصل من العالم والمطر والثلج
- الزائفة البقاء على قيد الحياة في مفاعل نووي
- الزائفة قاعدة بيانات الجينوم البشري نسخة محفوظة 1 نوفمبر 2020 على موقع واي باك مشين.
- الزائفة
- فلوري زائفة الفيديو